# 불의 회상
"불의 회상"은 1985년에 개봉한 대한민국의 영화이다.

## 캐스팅
- 하재영 : 장시욱 역
- 유혜영 : 혜빈 역
- 문정숙
- 김희애 : 문지희 역
- 이석구
- 한태일
- 홍명구
- 김수경
- 황인숙
- 전숙
- 이예민
- 나갑성
- 김기종
- 안진수
- 홍충길
- 신양균
- 유인촌 (특별출연)
- 윤양하 (특별출연)